# Wiesław Krótki
Wiesław Krótki OMI (ur. 12 czerwca 1964 w Istebnej) – kanadyjski duchowny rzymskokatolicki polskiego pochodzenia, oblat, biskup diecezji Churchill-Zatoka Hudsona od 2013 roku.

## Życiorys
Dzieciństwo spędził w Jaworzynce. W 1979 roku wstąpił do Niższego Seminarium Duchownego Zgromadzenia Misjonarzy Oblatów w Markowicach. 7 września 1983 roku został przyjęty do nowicjatu tego zgromadzenia w Kodniu, a 8 września 1988 roku złożył pierwsze śluby zakonne. W latach 1985–1990 studiował w Wyższym Seminarium Duchownym Misjonarzy Oblatów w Obrze. 19 czerwca 1990 roku otrzymał święcenia kapłańskie.
W 1990 roku wyjechał na misję do Nunavut w Kanadzie. Pracował duszpastersko wśród Eskimosów nad Zatoką Hudsona. W 1996 roku przyjął obywatelstwo kanadyjskie. W latach 1999–2005 był przełożonym delegacji oblatów nad Zatoką Hudsona. Pełnił funkcję proboszcza parafii św. Stefana w Igloolik, jednej z najstarszych misji katolickich na tym terenie. Obsługiwał stamtąd pięć innych placówek duszpasterskich na Ziemi Baffina: Hall Beach, Sanerajak, Iqaluit, Pond Inlet, Nanisivik i Arctic Bay.
16 lutego 2013 roku papież Benedykt XVI mianował go ordynariuszem diecezji Churchill-Zatoka Hudsona. Sakrę biskupią przyjął 30 maja 2013 roku z rąk swojego poprzednika, bpa Reynalda Rouleau.